# صقر لاغار
صقر لاغار (الاسم العلمي: Falco jugger) هو نوع من جنس صقر .